# کانال تخلیه زیرزمینی بیرونی منطقه متروپولیتن

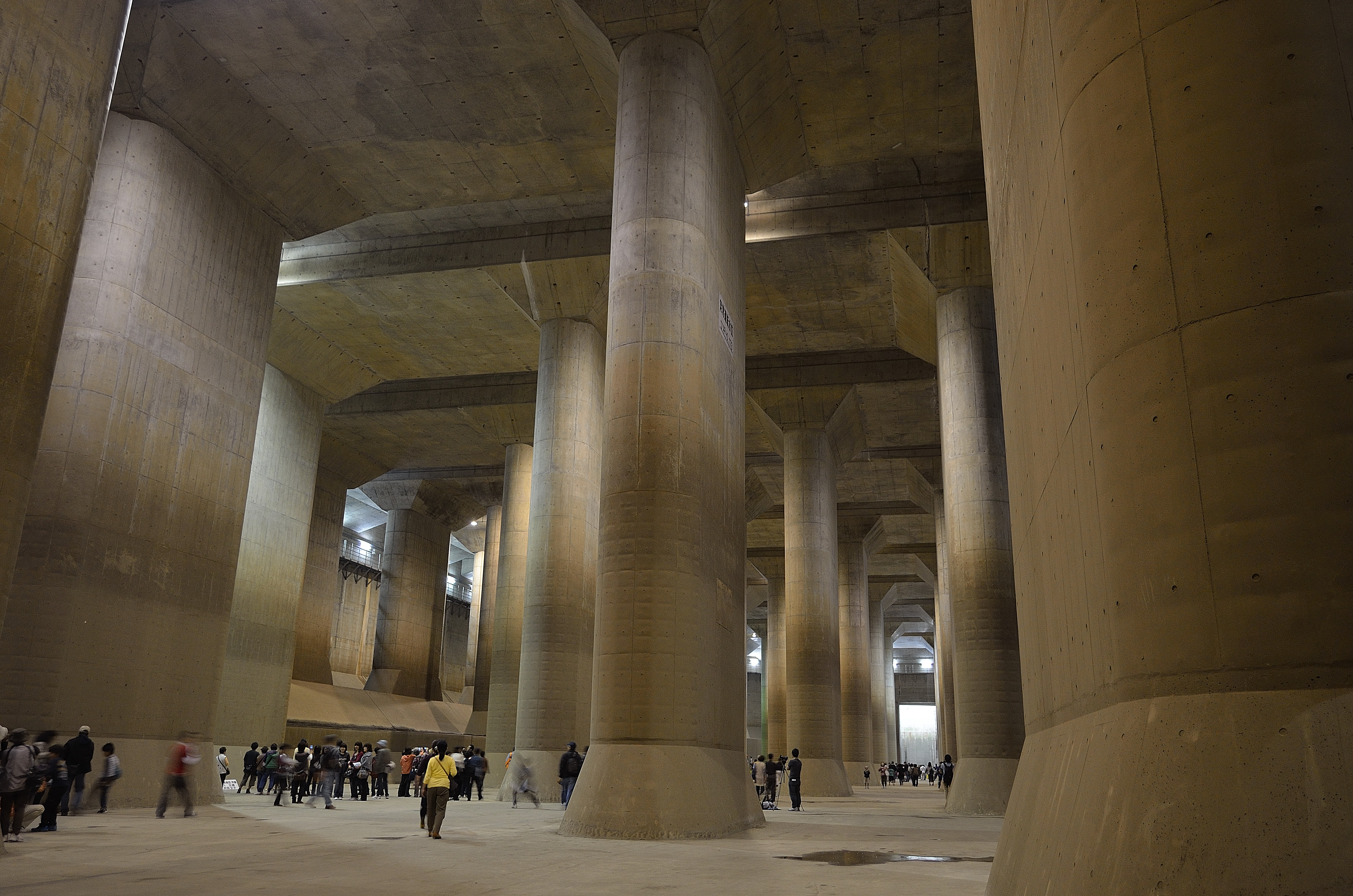
مخزن آب کنترل فشار

کانال تخلیه زیرزمینی بیرونی منطقه متروپولیتن (به ژاپنی: 首都圏外郭放水路, Hepburn: shutoken gaikaku hōsuirol)، یک پروژه زیرساختی آب زیرزمینی در کاسوکابه، سایتاما، ژاپن است. این بزرگ‌ترین تأسیسات انحراف آب زیرزمینی سیل است که برای کاهش سیلاب، سرریز آبراه‌ها و رودخانه‌های اصلی شهر در طول فصل باران و طوفان (تیفون) ساخته شده‌است. بین شووا و کاسوکابه در استان سایتاما، در حومه شهر توکیو در منطقه توکیو بزرگ واقع شده‌است.